# Сан-Хуан (приток Колорадо)
Сан-Хуан (англ. San Juan River) — крупная река в юго-западной части США, приток Колорадо. Протяжённость составляет около 616 км. Площадь бассейна реки — 64 000 км², включает территорию юго-запада штата Колорадо, северо-запада Нью-Мексико, юго-востока Юты и небольшую территорию на северо-востоке Аризоны.
Берёт начало на юге штата Колорадо, в Скалистых горах, в районе горного хребта Сан-Хуан, и течёт изначально в юго-западном направлении до границы со штатом Нью-Мексико. Далее течёт главным образом в западном и северо-западном направлениях. Впадает в Колорадо на территории штата Юта. Крупнейшие притоки: Анимас, Лос-Пиньос, Пьедра, Ла-Плата, Навахо и Манкос.